# Grafmonument van Piet van Nek
Het grafmonument van Piet van Nek op begraafplaats De Nieuwe Ooster in de Nederlandse stad Amsterdam is sinds 12 januari 2004 een rijksmonument.

## Achtergrond
Piet van Nek sr. (1885-1914) was een Nederlands wielrenner, hij verongelukte op de wielerbaan in Leipzig. Direct toen zijn overlijden bekend werd in Nederland werd een comité opgericht om te komen tot een eenvoudig gedenkteken. Er werd geld ingezameld, in december 1914 was er 900 gulden bijeengebracht. Omstandigheden leidden ertoe dat er pas in juli 1915 kon worden bericht dat Kees Smout klaar was en een onthulling gepland was op zaterdag 31 juli 1915. Op vrijdag 30 juli 1915 berichtten diverse kranten dat die onthulling al op die dag zou plaatsvinden om 15.00 uur.

## Beschrijving
Het monument bestaat uit een staande steen met reliëf, een liggende zerk met inscriptie en een eenvoudige omheining met korte pijlers. Beeldhouwer Kees Smout beeldde Van Nek op het reliëf af staande voor zijn stayersfiets. Dit reliëf wordt aan de linkerzijde geflankeerd door een vrouwenfiguur met in de hand een boek met de inscriptie 14 april 1914, staande voor roem. Aan de rechterzijde wordt man en fiets geflankeerd door mansfiguur, staande voor De Dood.  Boven die afbeeldingen is te lezen: 
Aan Piet van Nek van familie, vrienden en vereerders.
Later werden volgens de standaard grafsteen nog bijgezet:
- Maria Johanna van Nek-van der Waaij (1862-1921) (Piets moeder)
- Klaas van Nek jr. (1914-1934) (neef van Piet)
- Cornelis van Nek (1888-1972) (broer van Piets vader, vader van Klaas)
- Jantje van Nek-Gerbrands (1889-1978) (moeder van Klaas)

Het monument werd in 2019 gereinigd van aanslag.

## Waardering
Het grafmonument (klasse 2, vak 2, nr. 84) werd in 2004 in het Monumentenregister opgenomen vanwege het "algemeen belang wegens cultuur-, en funerair-historische waarde."